# Hyalomma marginatum
Hyalomma marginatum ist eine Zeckenart mit Verbreitung in subtropischen Regionen der Alten Welt. Die Geschlechtstiere (Imagines) saugen Blut an einer Vielzahl von Säugetierarten, vorzugsweise an Huftieren, sie machen aber auch aktiv Jagd auf Menschen. Immature treten an einer Vielzahl von Wirbeltieren, darunter auch an Zugvögeln, auf. Die Art besitzt medizinische Bedeutung als Vektor des Fleckfiebers und besonders des Krim-Kongo-Fiebers, gegen das es keine Impfung und kein Medikament gibt. Ihr Nachweis in Deutschland im sehr warmen Sommer 2018 hat daher hohe Aufmerksamkeit gefunden, da eine Ausbreitung auch nach Mitteleuropa befürchtet wird. 2025 wird vor einem saisonal extrem hohen Vorkommen der Zecke auf der Ferieninsel Mallorca gewarnt.

## Merkmale
Wie typisch für die Gattung, handelt es sich um eine relativ große Schildzecke mit einer Körperlänge von etwa 5 bis 6 Millimeter, bei der der Rückenschild (Scutum oder Conscutum) im nicht vollgesogenen Zustand den gesamten Rumpfabschnitt bedeckt. Sie ist merklich größer als die in Europa häufigste Art Gemeiner Holzbock. Die Beine sind heller als der Schild und meist merklich geringelt. Die Art ist von anderen Vertretern der Gattung schwierig, und in der Regel nur im geschlechtsreifen Zustand, unterscheidbar. Immature Stadien (Larven und Nymphen) besitzen möglicherweise artspezifische Merkmale, sind den verwandten Arten aber so ähnlich, dass sie gewöhnlich als morphologisch unbestimmbar gelten.
Die Bestimmung ist anhand folgender Merkmale möglich: Der Schild ist einfarbig braun gefärbt, ohne ein Muster unregelmäßig zusammenfließender weißer Flecken. Er ist oberflächlich rau und matt, mit einer gleichmäßigen, tiefen Punktur aus großen, dicht benachbarten Punkten. Die Hüften (Coxa, das erste Beinglied) des ersten Beinpaars sind tief gespalten, mit zwei ungleich geformten Spornen (einer konisch und zugespitzt, der andere abgeflacht), die etwa gleiche Länge erreichen. Beim Männchen sind die Längsfurchen seitlich auf der Oberseite des Schilds deutlich und von mittlerer Länge, sie erreichen etwa ein Drittel der Schildlänge. Am Hinterende des Schilds ist eine kleine, heller gefärbte Aussparung des Schildrands (Parma genannt) nicht ausgeprägt. Von der nahe verwandten Hyalomma rufipes (die lange als Unterart dieser Art galt) ist die Unterscheidung schwierig: Die Punktierung der Oberseite ist etwas feiner, auf der Unterseite ist die Umgebung der Stigmen spärlich, nicht dicht, behaart, die Stigmenplatte ist nach hinten in einen etwas schmaleren Vorsprung ausgezogen.

## Biologie und Ökologie
Hyalomma marginatum ist eine Zwei-Wirt-Zecke. Larven und Nymphen (das zweite immature Entwicklungsstadium) entwickeln sich nacheinander auf einem Wirt. Die vollgesogenen Nymphen lassen sich schließlich abfallen. Sie warten danach im Lebensraum auf den zweiten Wirt, auf dem die Entwicklung zur Imago und die Paarung stattfinden. Die Art besitzt im natürlichen Lebensraum nur eine Generation pro Jahr. Die Zecken sind nur im Frühjahr und Sommer bei warmen Umgebungstemperaturen aktiv. Larven werden im Juni und Juli, Nymphen ab Juli beobachtet. Die Imagines überwintern, sind ab März aktiv und erreichen ihr Aktivitätsmaximum im Mai. Einzelne Tiere sind aber bis zum Spätsommer oder sogar Frühherbst aktiv. Die Art sucht ihre Wirte aktiv jagend. Sie ist also kein Lauerjäger wie der Gewöhnliche Holzbock, sondern streift auf der Suche nach Wirten durch den Lebensraum. Die Wirtssuche soll vor allem auf chemischen Sinnesreizen beruhen, bei mehreren Arten wurden aber auch mechanische und optische Stimuli festgestellt. Die Zecken sind schnell und jagen besonders gern verhältnismäßig großen Wirten wie Rindern, Pferden, Schafen oder Menschen hinterher. Sie können bis zu zehn Meter weit sehen und ihr ausgesuchtes Opfer über mehrere hundert Meter verfolgen.
Wirte der immaturen Stadien sind kleine, bodenlebende Säugetiere, insbesondere Hasenartige und Insektenfresser, und bodenlebende Vogelarten, darunter viele Singvögel. Wirte der adulten Tiere sind große Säugetiere, insbesondere wilde und domestizierte Huftiere.

## Verbreitung
Nachweise der Art (im engeren Sinne) liegen vor aus Nordafrika, dem europäischen Mittelmeerraum und dem Westen und Zentrum Asiens, östlich bis zum Süden Russlands, Pakistan und Turkmenistan. Nachweise aus Südafrika beziehen sich auf andere Arten (frühere Unterarten, die nun als eigenständig gelten). Aufgrund der schwierigen Taxonomie der Artengruppe sind vor allem ältere Nachweise nur schwer einer Art zuzuordnen. In Südosteuropa ist die Art weit verbreitet. Sie kommt auf dem Balkan bis in den Süden Rumäniens, in Bosnien und Albanien vor. Populationen im westlichen Mittelmeerraum (Italien, Spanien) sind von diesem Verbreitungsgebiet getrennt. Direkte Nachweise von reproduzierenden Populationen aus dem Süden Frankreichs standen lange aus, gelten inzwischen aber als höchst wahrscheinlich. Besonders häufig ist die Zecke auf der Ferieninsel Mallorca anzutreffen, wo sie sich in den nicht urbanisierten Gebieten in manchen Jahren zur Plage auswächst, wenn Regenfälle vor Frühlingsbeginn ihre Entwicklung begünstigen. Einzelfunde auf Rindern in Ungarn beziehen sich hingegen auf die nahe verwandte, heute als eigene Art betrachtete Hyalomma rufipes.
Durch vom Menschen durchgeführte Viehtransporte und das Vorkommen von Immaturen auf Zugvögeln wurde die Art sehr weit verschleppt, so dass Einzelfunde fast weltweit vorliegen. So konnten Individuen in Brasilien nachgewiesen werden, ohne dass sie sich dort etablieren konnte.

### Ausbreitung nach Norden
Seit einiger Zeit wird eine Arealausweitung dieser Art nach Norden hin beobachtet. Dies ruft wegen ihrer Bedeutung als Krankheitsüberträger Besorgnis bei Epidemiologen hervor. So gehört die Art in der Türkei, wo sie früher recht selten war, heute zu den häufigsten Zeckenarten, 85 Prozent der auf Rindern nachgewiesenen Zecken im Land gehören inzwischen zu dieser Art.
Individuen der Art (oder zumindest der Artengruppe) wurden schon seit vielen Jahren gelegentlich auf Zugvögeln in Deutschland gefunden. Im Sommer 2018 konnten nun erstmals auch Zecken der Art auf Viehbestand (Pferden und Schafen) in Deutschland nachgewiesen werden. Funde liegen aus ganz verschiedenen Regionen (Raum Osnabrück, Hannover, Wetterau in Hessen) vor. Im Dezember 2018 wurde ein Exemplar auf einem Pferdehof in Bokelholm, Schleswig-Holstein, gefunden. Eine Etablierung in Deutschland ist damit noch nicht nachgewiesen, wird aber für die Zukunft befürchtet. (Die Art war allerdings einmal schon 2017, in einem Garten, an einem Hosenbein in Tübingen, gefunden worden.) Entgegen der Darstellung in den Medien ist es keine „tropische“ Art, sie kommt in den Tropen nicht vor. Im Juni 2019 wurde erstmals in Oberösterreich nachgewiesen, dass ein Exemplar überwinterte.
Nach Modellabschätzungen erscheint, unter realistischen Klimamodellen, eine Ausbreitung der Art in Süddeutschland, bis in die südlichen Niederlande, realistisch.
In Österreich wurde ein geschlechtsreifes Tier, das mit dem Rickettsia-aeschlimannii-Bakterium (einem Fleckfieber-Erreger, Symptome ähnlich zum Boutonneuse-Fieber) infiziert war, erstmals im Jahr 2018 im Raum Melk festgestellt. Die Zecke mit demselben Erreger wurde schon vorher auf einem Teichrohrsänger in Zerbst (Sachsen-Anhalt) genetisch nachgewiesen, dem bisher nördlichsten Fundpunkt.
Inzwischen wurde eine Einschleppung nach Österreich im Auto eines heimreisenden Urlaubers nachgewiesen, dieser Ausbreitungsweg wurde bisher unterschätzt.

## Phylogenie und Taxonomie
Die Art gehört innerhalb der Gattung in die Untergattung Euhyalomma, in der sie mit einer Reihe von Verwandten die marginatum-Artengruppe bildet. Es handelt sich um ein taxonomisch schwieriges Aggregat ähnlicher Arten, die überwiegend früher als Unterarten von H. marginatum aufgefasst worden sind. Die Monophylie der Gattung und der Untergattung wurden mit molekularen Methoden bestätigt. Schwesterart ist demnach Hyalomma turanicum, auch Hyalomma rufipes ist nahe verwandt.
Synonyme sind, unter anderem, Hyalomma plumbeum Panzer, 1795 und Hyalomma savignyi (Gervais, 1844).

## Medizinische Bedeutung
Wie viele Arten der Gattung Hyalomma überträgt Hyalomma marginatum die Viruserkrankung Krim-Kongo-Fieber. Die Art gilt in Südeuropa, dem Nahen Osten und Zentralasien als der wichtigste Vektor der Krankheit.